# Mỹ Lộc, Tam Bình
Mỹ Lộc là một xã cũ thuộc huyện Tam Bình, tỉnh Vĩnh Long, Việt Nam.

## Địa lý
Xã có diện tích 20,85 km², dân số năm 1999 là 8755 người, mật độ dân số đạt 420 người/km².

## Hành chính
Xã Mỹ Lộc được chia thành 8 ấp: 6A, 8, 9, 10, 11, Cái Sơn, Mỹ Phú, Mỹ Tân.

## Lịch sử
Xã nằm bên dòng sông Cái Ngang. Trong những năm kháng chiến chống Pháp và Mĩ, quân dân xã Mỹ Lộc đã anh dũng chiến đấu và lập được nhiều chiến công, tiêu biểu là trận đánh Mả Thủ Chỉ, đã tiêu diệt gọn một trung đội lính ngụy, thu nhiều súng. Nơi đây có khu căn cứ tỉnh ủy Vĩnh Long. Hiện nay trở thành di tích lịch sử nhằm giáo dục truyền thống đấu tranh hào hùng cho thế hệ trẻ.

## Kinh tế
Kinh tế chủ yếu của xã là trồng trọt, do phù sa thuận lợi nên mỗi năm làm 3 vụ lúa. Bên cạnh đó, còn phát triển kinh tế vườn với các loại cây ăn trái như Cam Sành, dừa, Mít. Tỉnh lộ 909 đi qua, tạo điều kiện cho giao lưu kinh tế với các xã khác trong huyện. Những năm gần đây với chương trình nông thôn mới, bộ mặt nông thôn Mỹ Lộc ngày càng được nâng lên, đời sống nhân dân ngày càng khá giả, trình độ dân trí ngày càng được nâng cao. Nhiều gia đình đã có ô tô con. Trong một tương lai không xa, trung tâm chợ xã Mỹ Lộc sẽ được nâng lên thành thị tứ, phát huy thế mạnh của mình, đóng vai trò là trung tâm kinh tế nối kết với các xã khác trong khu vực.